# Condominio in via Lanza

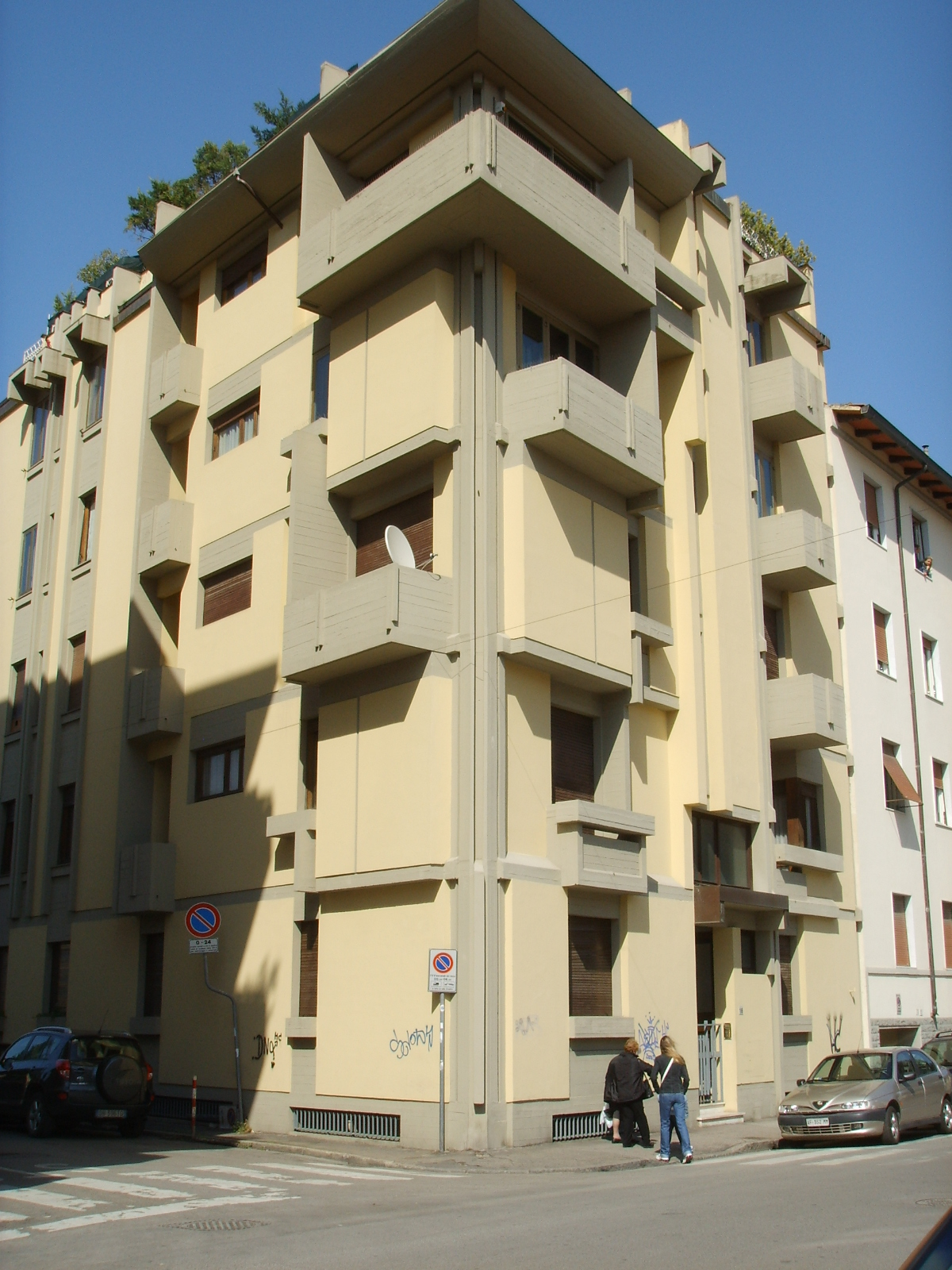
Condominio in via Lanza 16

Il condominio di via Lanza si trova a Firenze, in via Giovanni Lanza 16.

## Storia e descrizione
Progettato dall'architetto Carlo Cresti nel 1965 e costruito dall'impresa Ugo Capezzuoli nel 1966, l'edificio sorge in una zona periferica a carattere eminentemente residenziale, sviluppatasi intorno agli anni sessanta. 
Decisamente caratterizzato rispetto all'uniformità del contesto circostante, si sviluppa con pianta a "L" fra via Gaetano Pilati, su cui si affaccia il fronte laterale, e la via Giovanni Lanza, sulla quale prospetta il più ridotto fronte principale con l'ingresso chiuso da un cancelletto in ferro. Si eleva per cinque piani fuori terra oltre ad seminterrato ed un piano attico. La struttura è in cemento armato a vista, i tamponamenti di colore chiaro, gli infissi in legno naturale. 
I vincoli imposti alla pianta dal perimetro del lotto non hanno impedito di trovare soluzioni di indubbia intensità plastica: la costruzione si caratterizza in particolare per un accentuato senso di verticalità dato dalla presenza in facciata delle strette fasce verticali delimitano i settori delle aperture in successione e che, soprattutto, evidenziano lo spigolo dando una forte valenza al settore angolare, intensamente modellato dal movimento disimmetrico dei volumi dei vani e dei balconi, dagli aggetti dell'ampia terrazza dell'ultimo piano e della gronda soprastante, che copre e raccorda le metà delle due facciate.  Soluzioni, arricchite dalla presenza di giunti e dal disegno delle casseforme sul cemento armato a vista, nelle quali la critica ha riscontrato un apparente incastro delle varie parti, una sorta di memoria di tecnica lignea trasferita in un edificio con struttura in cemento armato e tamponamenti in laterizio.
Sul retro, gli affacci sono costituiti da terrazze chiuse con verande ai tre piani superiori.

## Fortuna critica
L'edificio è stato apprezzato dalla critica sia per le originali soluzioni costruttive, nelle quali si ravvisa un atteggiamento "manieristico", sia per l'esecuzione "impeccabile", che testimonia uno "studio attento delle soluzioni".